# Baia di Heynen
La baia di Heynen è una baia quasi totalmente ricoperta di ghiaccio e larga circa 6 km, in direzione est-ovest, situata sulla costa dell'isola di James Ross, davanti alla costa orientale della penisola Trinity, l'estremità settentrionale della Terra di Graham, in Antartide. La baia, nelle cui acque si gettano diversi ghiacciai, si trova in particolare nella parte occidentale dell'isola, dove la sua entrata è delimitata da punta Obelisk, a ovest, e punta Molley, a est.

## Storia
Così come l'intera isola di James Ross, la baia di Heynen è stata cartografata per la prima volta nel corso della Spedizione Antartica Svedese, condotta dal 1901 al 1904 al comando di Otto Nordenskjöld, tuttavia, in seguito alle ricognizioni effettuate in quest'area nel 1945-61 dal British Antarctic Survey, allora chiamato "Falklands Islands Dependencies Survey",  e a successive esplorazioni da parte di missioni argentine, essa è stata così battezzata dal Comitato britannico per i toponimi antartici in onore di Adrián Enrique Heynen, un operatore radiofonico argentino morto il 22 marzo 1950 quando l'Avro 694 Lincoln su cui viaggiava, di ritorno da una delle sopraccitate missioni antartiche, si è schiantato in Cile.